# 부리 (노르드 신화)

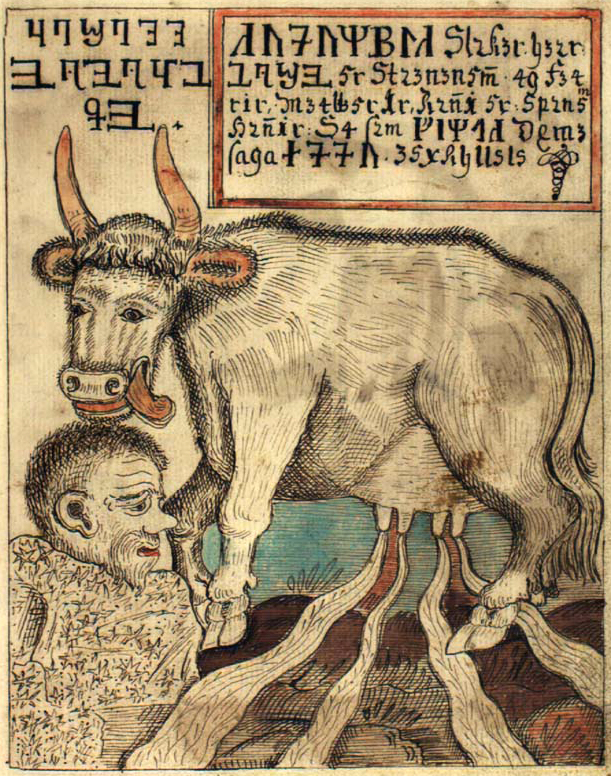
부리의 탄생.

부리(고대 노르드어: Búri)는 노르드 신화의 최초의 신이다. 그는 보르의 아버지이며 오딘과 빌리와 베이의 할아버지이다. 암소 아우둠블라가 긴눙가가프의 소금기 있는 얼음을 핥아서 탄생했다. 부리에 대한 정보가 언급되는 신화는 스노리 스투를루손의 《신 에다》에만 실려 있다.
| Hon sleikti hrímsteinana er saltir váru. Ok hinn fyrsta <dag> er hon sleikti steina, kom ór steininum at kveldi manns hár, annan dag manns höfuð, þriðja dag var þar allr maðr. Sá er nefndr Búri. Hann var fagr álitum, mikill ok máttugr. Hann gat son þann er Borr hét. | 그녀는 얼음덩어리를 핥았는데, 그 얼음은 짰다. 그리고 덩어리를 핥은지 첫째 날, 그날 저녁 덩어리 속에서 남자의 머리카락이 보였다. 둘째 날에는 남자의 머리가 보였다. 그리고 셋째 날 남자의 전신이 드러났다. 그의 이름은 부리였다. 그는 잘 생겼으며, 위대하고 강력했다. 그는 보르라는 아들을 낳았다. (Brodeur's translation) |  |

부리는 《고 에다》에서는 전혀 언급되지 않으며, 스칼드 시가에서는 딱 한번 언급될 뿐이다. 그 스칼드는 스노리의 《신 에다》 중 〈시어법〉에 인용되어 있다. 제목은 Þórvaldr blönduskáld이며 12세기에 쓰여진 것이다.
| Nú hefk mart í miði greipat burar Bors, Búra arfa. | 나는 이제 많은 양의 봉밀주를 움켜쥐었네 [시를 많이 썼다는 뜻] 그 술은 부리의 후예 보르의 아들 [오딘]의 것 (Faulkes' translation) |  |